# Rheumaptera moestata
Rheumaptera moestata là một loài bướm đêm trong họ Geometridae.